# 沃爾伯特 (密蘇里州)
沃爾伯特（英語：Walbert）是位於美國密蘇里州富蘭克林縣的鬼鎮。

## 歷史
沃爾伯特的郵局於1895年設立，其後於1910年停運。

## 地理
沃爾伯特所處的海拔為高於海平面228米（即748英呎），而該地所採用的時區為UTC-6，即北美中部時區（CST）。同時該地設有夏令時間，為UTC-6調快一小時，即UTC-5（CDT）。